# Le Lieu
Le Lieu est une commune suisse du canton de Vaud, située dans le district du Jura-Nord vaudois.

## Géographie

Photo aérienne (1964).

### Situation
Limitrophe de la France (commune de Mouthe), Le Lieu se trouve à plusieurs dizaines de kilomètres de Lausanne, chef-lieu du canton de Vaud.

### Relief et hydrographie
La commune du Lieu est située au cœur de la vallée de Joux dans le massif du Jura, au bord des lacs de Joux et du Brenet. 
Sur son territoire se trouvent aussi le lac Ter et les Cruilles.

### Urbanisme
Elle comprend les villages du Lieu, du Séchey (qui est une fraction de commune), des Charbonnières, ainsi que le hameau des Esserts-de-Rive.

## Toponymie
Le nom de « Lieu » désigne généralement un endroit où se trouve un ermitage ou un monastère, comme au nord de la France à Lieu-Saint-Amand (Nord) et au Lieu-Dieu (Vendée). Cette explication correspond aux premières attestations du Lieu. « Lieu » a ainsi le même sens que le français et francoprovençal « lieu », « lŏcu » en latin. L'article « Le » démontre que la localité a été créée après le XIIe siècle, selon l'usage dans l'arc jurassien.
Le Lieu est attesté pour la première fois en 1155 sous la forme « in loco Dompni Poncii hermite » (« le Lieu de l'ermite Ponce »),. Il est ensuite cité sous plusieurs formes : en 1156 « in loco bone memorie Pontii heremite », en 1157 « locum quem Poncius heremita incolui », en 1186 « super loco, quem Pontius heremita incoluit », en 1204 « locus domini Pontii », en 1324 « villam de Loco », en 1408 « Quemdam villagium appellatum Locus » et enfin en 1550 « Meilan du Lieu ».

## Histoire
Le Lieu doit sa fondation à l'ermite Poncet, ou Pontius, moine du monastère de Condat, qui s'était retiré à cet endroit pour fonder un ermitage, du vivant de Romain de Condat, ou à tout le moins vraisemblablement au VIe siècle. Sa dévotion devait attirer à lui des disciples qui formèrent une communauté, dépendance de l'abbaye de Saint-Oyend de Joux, et qui aurait servi de point d'étape entre l'abbaye de Romainmôtier et celle de Saint-Oyend. L'installation au XIIe siècle d’un ordre de moines, rival de ceux de Saint-Oyend, avec la création de l'Abbaye du Lac de Joux toute proche créa des frictions avec la communauté du Lieu.
Le 22 septembre 2024, Le Lieu, Le Chenit et L'Abbaye ont accepté une convention de fusion pour former la commune de La Vallée de Joux, qui existera officiellement dès le 1er janvier 2027.

## Population

### Surnom
Les habitants de la commune sont surnommés lè z’Ecauva-fû (les écume-feu en patois vaudois, ce qui peut se comprendre comme une référence au travail des charbonniers ou des boulangers de l'époque ou aux nombreux incendies qu'a subis le village),.

### Démographie

#### Évolution de la population
Le Lieu compte 886 habitants au 31 décembre 2022 pour une densité de population de 27 hab/km2. Sur la période 2010-2019, sa population a augmenté de 4,2 % (canton : 12,9 % ; Suisse : 9,4 %).  

#### Pyramide des âges
En 2020, le taux de personnes de moins de 30 ans s'élève à 28,5 %, au-dessous de la valeur cantonale (35 %). Le taux de personnes de plus de 60 ans est quant à lui de 30,9 %, alors qu'il est de 21,9 % au niveau cantonal.
La même année, la commune compte 458 hommes pour 429 femmes, soit un taux de 51,6 % d'hommes, supérieur à celui du canton (49,1 %).
| Hommes | Classe d’âge | Femmes |
| ------ | ------------ | ------ |
| 1,3    | 90 ans ou +  | 2,6    |
| 7,9    | 75 à 89 ans  | 11,7   |
| 19,4   | 60 à 74 ans  | 18,9   |
| 21,0   | 45 à 59 ans  | 21,0   |
| 19,7   | 30 à 44 ans  | 19,8   |
| 16,2   | 15 à 29 ans  | 11,9   |
| 14,6   | - de 14 ans  | 14,2   |

| Hommes | Classe d’âge | Femmes |
| ------ | ------------ | ------ |
| 0,5    | 90 ans ou +  | 1,4    |
| 6,1    | 75 à 89 ans  | 8,2    |
| 13,3   | 60 à 74 ans  | 14,3   |
| 21,5   | 45 à 59 ans  | 21,2   |
| 22,0   | 30 à 44 ans  | 21,4   |
| 19,6   | 15 à 29 ans  | 18,0   |
| 16,9   | - de 14 ans  | 15,5   |

## Patrimoine bâti
En 1858, un incendie a détruit pas moins de 35 maisons du Lieu.
L'église réformée, élevée en 1798-1802 par l'ingénieur Henri Exchaquet, a subi une reconstruction partielle en 1859-1860 par les architectes David Braillard et Auguste-Samuel Maget. Plan octogonal allongé. Clocher d'angle 1798-1802 inspiré du roman tardif. Vitraux vers 1900 par Veuve Beyer et fils. Restauration 1924-1925 par Frédéric Gilliard. Nouvelle restauration 1972-1975.
La cure (Grand-Rue 20), de 1858-1860, est elle aussi due à David Braillard.    

## Politique
La commune du Lieu est dotée d'une municipalité de sept membres (exécutif) et d'un conseil communal de quarante membres (législatif), tous deux élus au suffrage universel pour une période de cinq ans. Les élections se déroulent selon le système majoritaire.

### Liste des syndics du Lieu
- Alphonse Rochat
- Willy Rohner
- Jean-Pierre Rochat
- Patrick Cotting
- Sylvie Aubert Brühlmann